# Přírodní areál ThDr. Karla Farského ve Škodějově
Přírodní areál ThDr. Karla Farského ve Škodějově v Podkrkonoší je veřejnosti otevřený církevní a kulturně historický prostor vybudovaný Církví československou husitskou. 
Místo je rodištěm vlasteneckého kněze a prvního patriarchy Církve československé husitské ThDr. Karla Farského (26. 7. 1880 – 12. 6. 1927). Stávala zde dříve jeho rodná chalupa, z níž se dochoval jen kamenný fragment. V roce 1957 zde byl církví zbudován památník a jeho rodiště se stalo poutním místem pro pořádání bohoslužeb pod širým nebem. V areálu se nachází pomník Karla Farského, základy jeho rodného domku s pamětní deskou, lesní kaple s přírodním amfiteátrem a 3 okruhy naučných stezek. 
Areál je veřejnosti otevřen od začátku dubna do konce října. Je místem poutí i turistického zájmu pěších i cykloturistů. Nabízí všestranné informace, místa k zastavení, odpočinku a meditaci v přírodě. V letech 2017-2020 prošel areál citlivou obnovou a kultivací území v rozsahu původní podhorské usedlosti a jejího okolí. Přibližuje významnou osobnost regionu a republiky, ThDr. Karla Farského, širší veřejnosti s důrazem na vztah člověka k přírodě a se zaměřením na mladou generaci.

## Naučná stezka

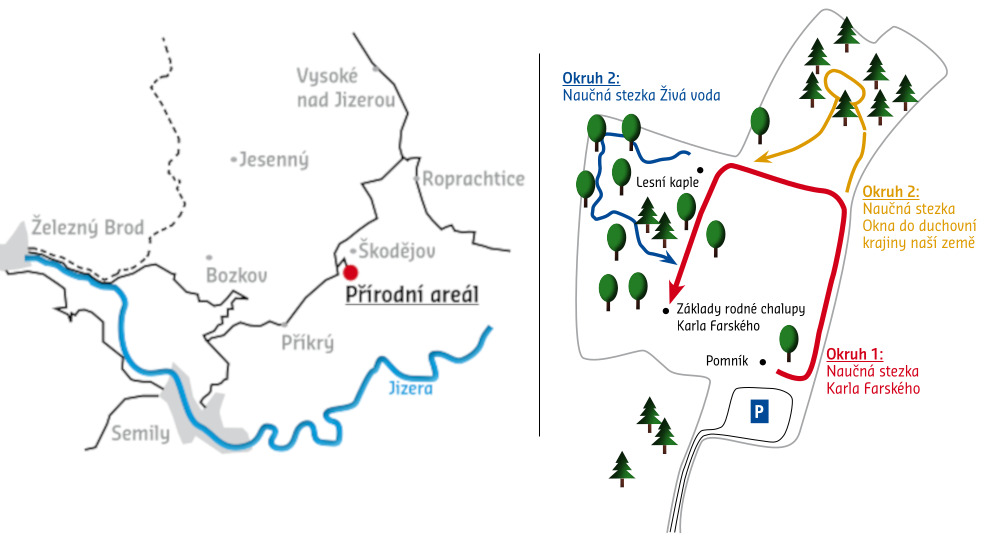

První okruh je věnován osobnosti dr. Karla Farského – jeho životu a dílu. Vede od pomníku po horním okraji louky s krásným výhledem do podkrkonošské scenérie směrem ke kapli, která byla postavena v roce 2017 na místě s ohledem na přirozené přírodní hlediště.
Druhý okruh s názvem „Okna do duchovní krajiny naší země“ je umístěn na mýtině v lese. Výtvarnice Anna Radová vytvořila barevná okna s různými postavami z našich dějin, jakými jsou například Cyril a Metoděj, kníže Václav, Anežka Česká, Jan Hus a další, kteří se stali nositeli duchovního poselství pro náš národ. S jednotlivými obrazy oken jsou spojeny interaktivní prvky s kvízy pro děti a mládež.
U lesní kaple začíná třetí okruh s názvem „Živá voda“. V místě přírodního prameniště byly v rámci celkové kultivace mokřadu vybudovány dvě tůňky za účelem zadržování vody v krajině. Naučná stezka provádí návštěvníka mokřadem a poukazuje na rozmanitost a pestrost podkrkonošské přírody. Je spojena s herními prvky pro děti.

## Lesní kaple ThDr. Karla Farského

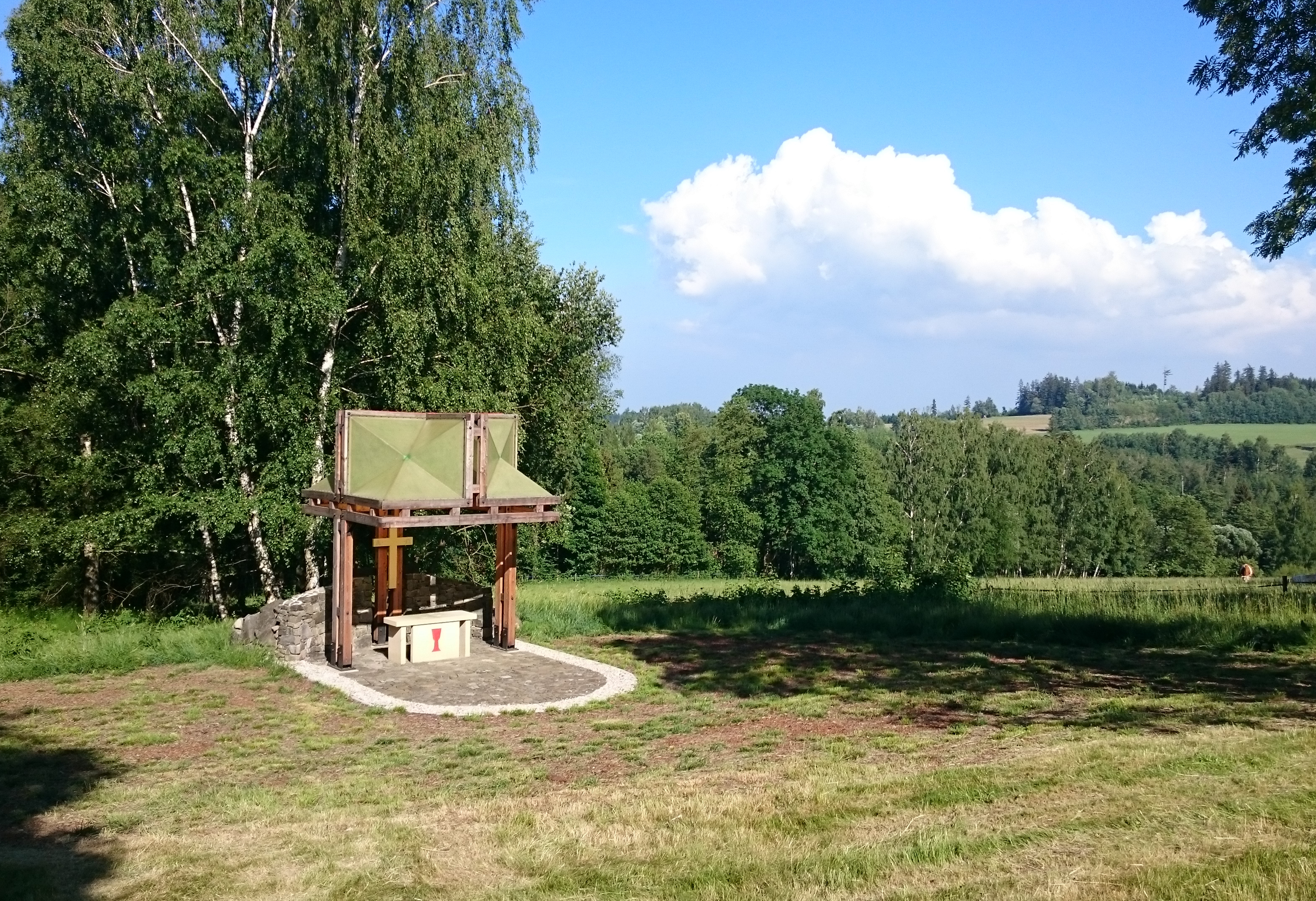

Dle návrhu Ing. arch. Jiřího Geberta byla realizována kaple ve formě otevřeného altánu. Otevřená konstrukce stojí na třech zdvojených sloupech a je zakrytá stříškou kubické formy, která kryje pískovcový obřadní stůl Páně. Kaple je pojata jako otevřený, tedy průhledný altán do výšky 5 m o ploše 16 m². Kaple se zadní částí opírá o nízkou zídku s kamenným valem. Navazující plocha louky je upravena jako přirozený přírodní amfiteátr pro posezení v trávě a na lavičkách.
Lesní kaple byla slavnostně uvedena do provozu v červnu roku 2017 k příležitosti připomínky 90 let od úmrtí ThDr. Karla Farského.

## Památník

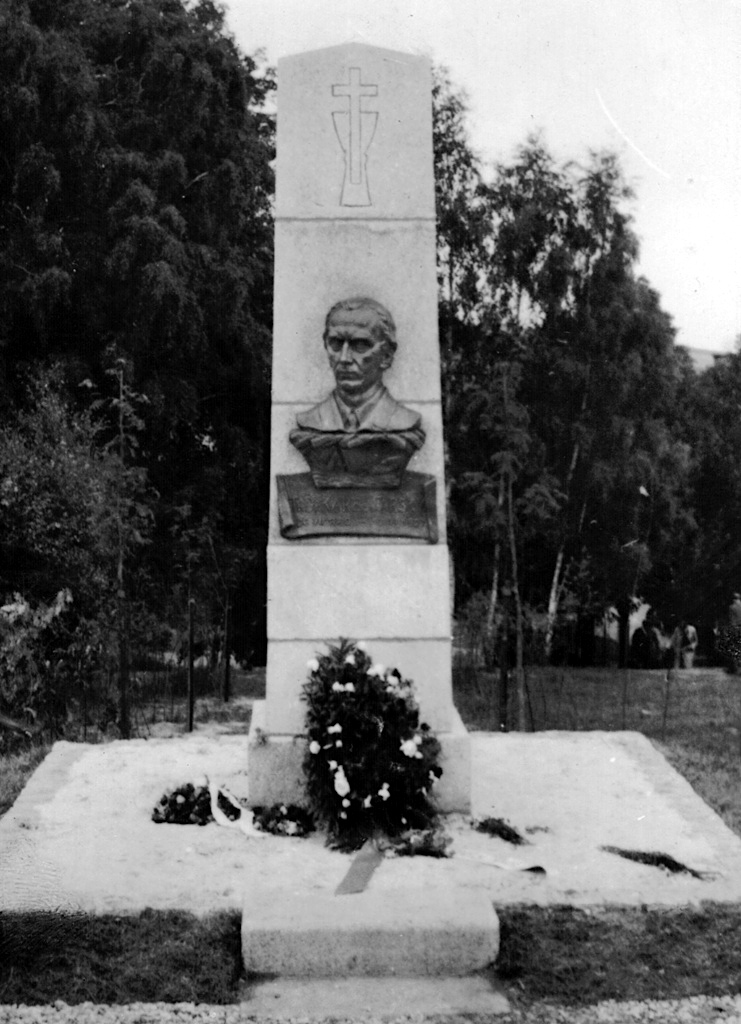
Památník Karla Farského, Škodějov 1958

Památník ThDr. Karla Farského byl společně s pamětní deskou slavnostně odhalen v červnu roku 1957 k příležitosti 30. výročí úmrtí Karla Farského. Jedná se o kamennou stélu ze žulových bloků, která byla později doplněna o bronzový reliéf s farského podobiznou.

## Základy rodné chalupy
Z původní rodné chalupy ThDr. Karla Farského se dochovala jen část kamenného zdiva a obrysy jajích základů, které jsou nyní zdůrazněny kamennou zídkou. Vedle fragmentů zdiva je umístěna bronzová pamětní deska od sochaře Josefa Kotyzy.

## Galerie

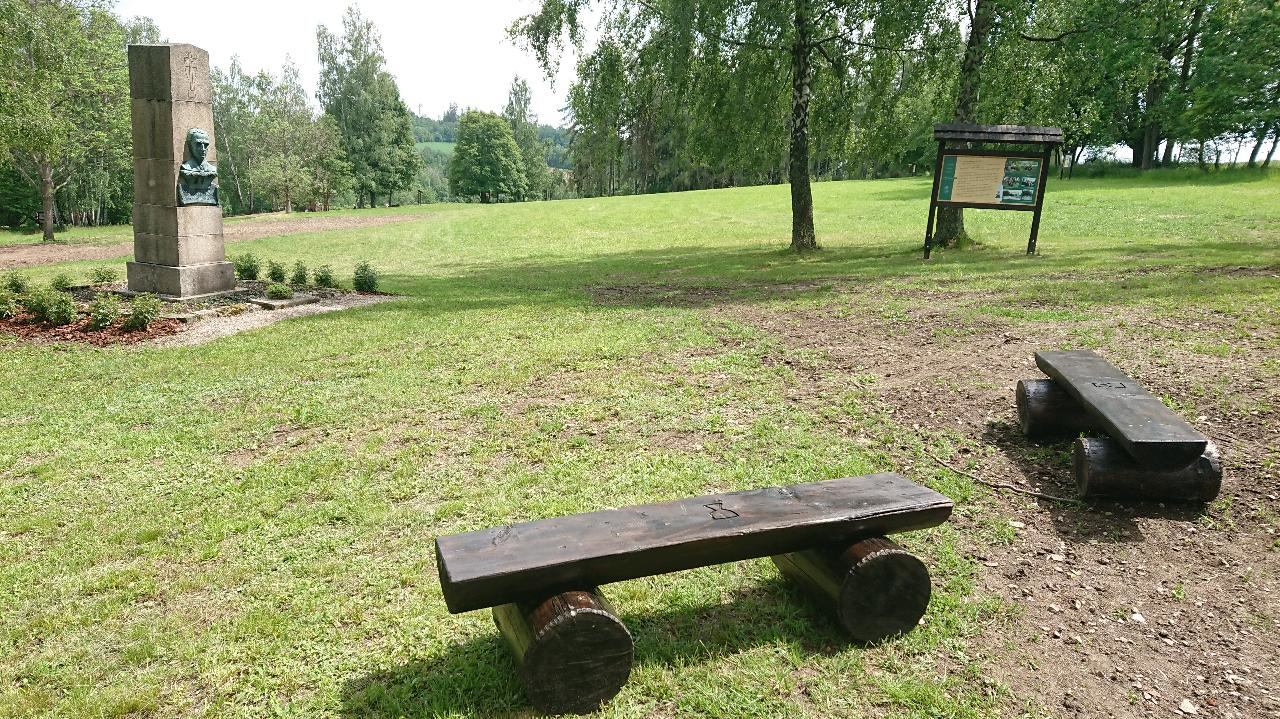
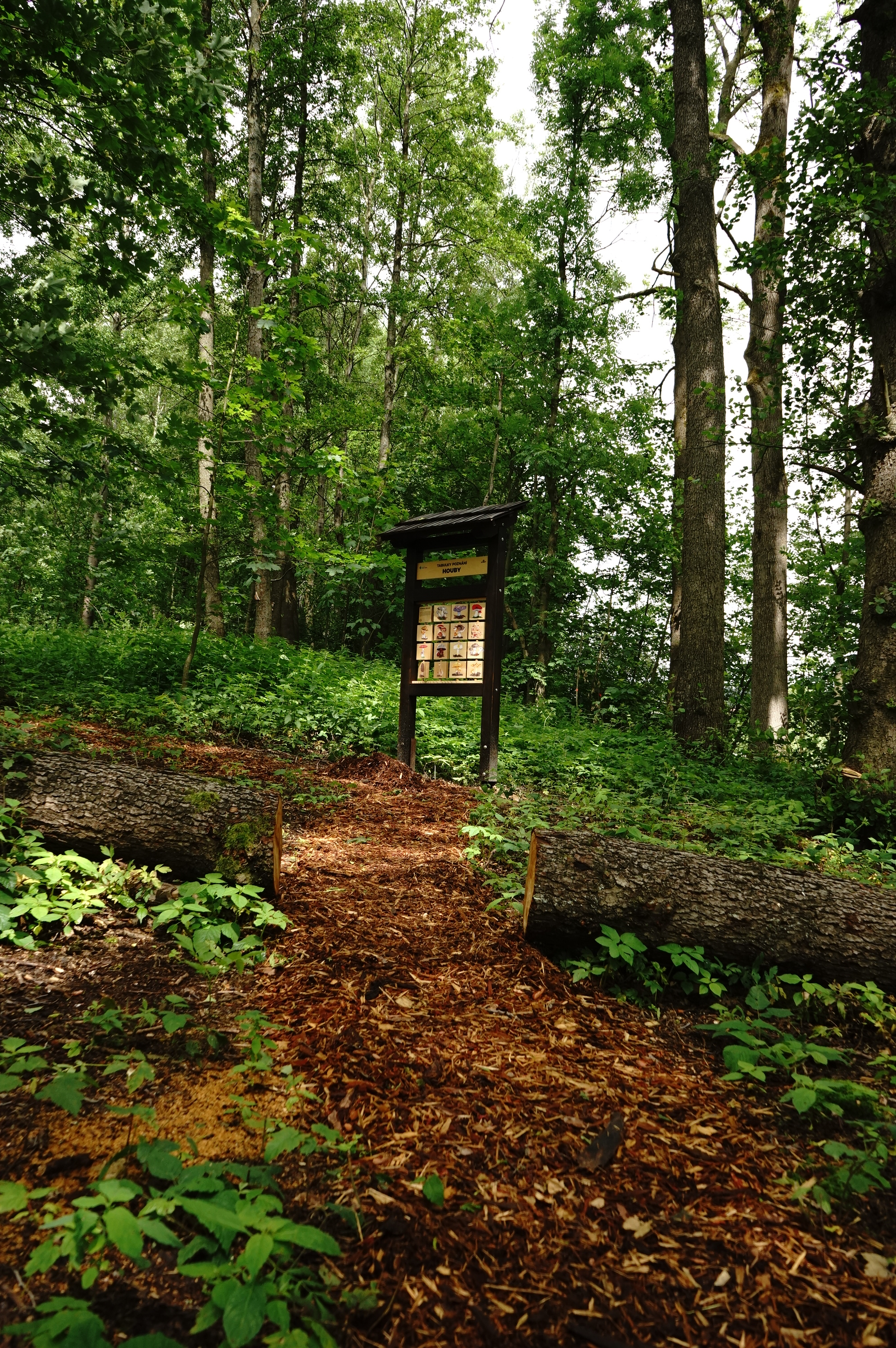
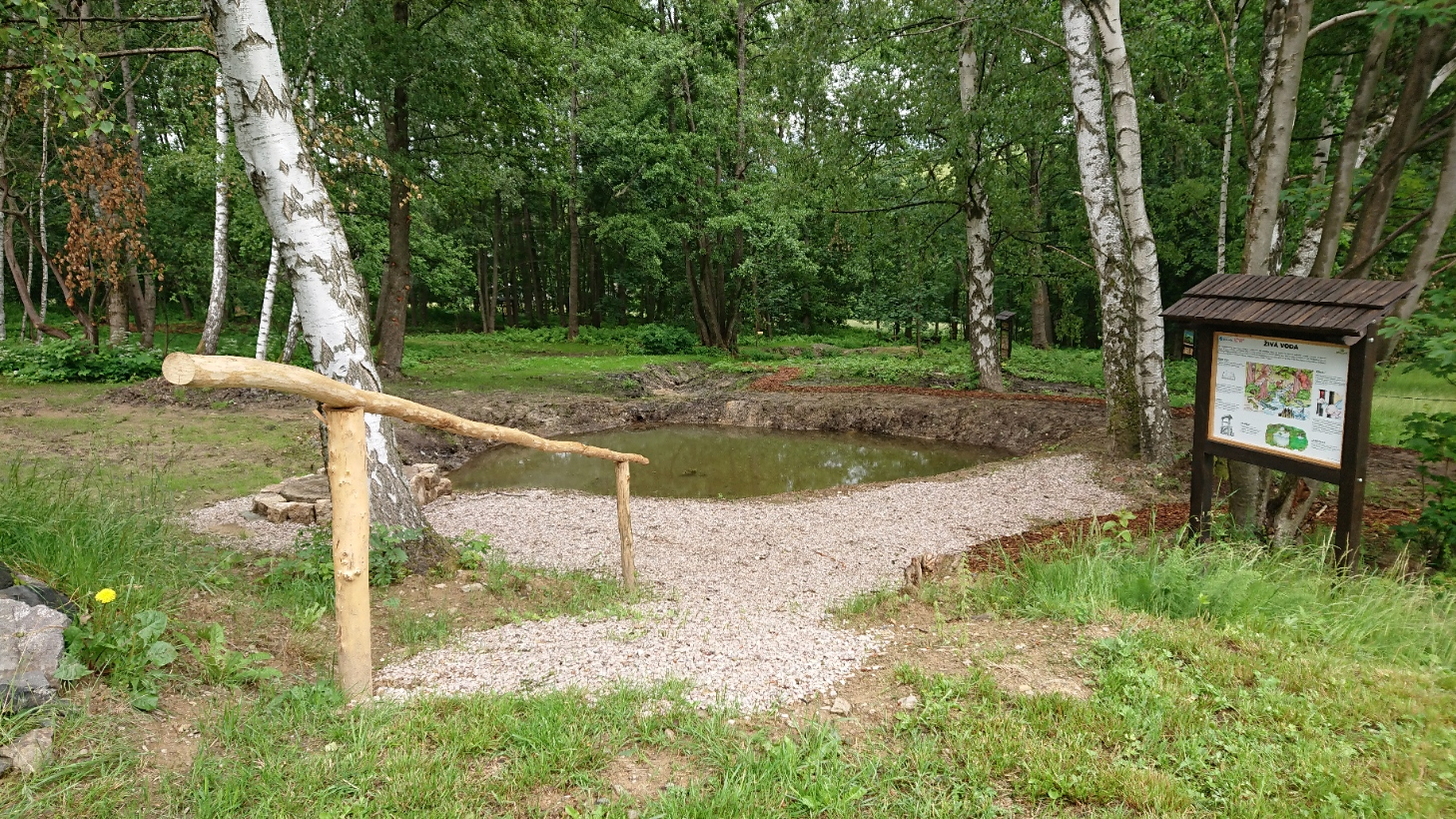
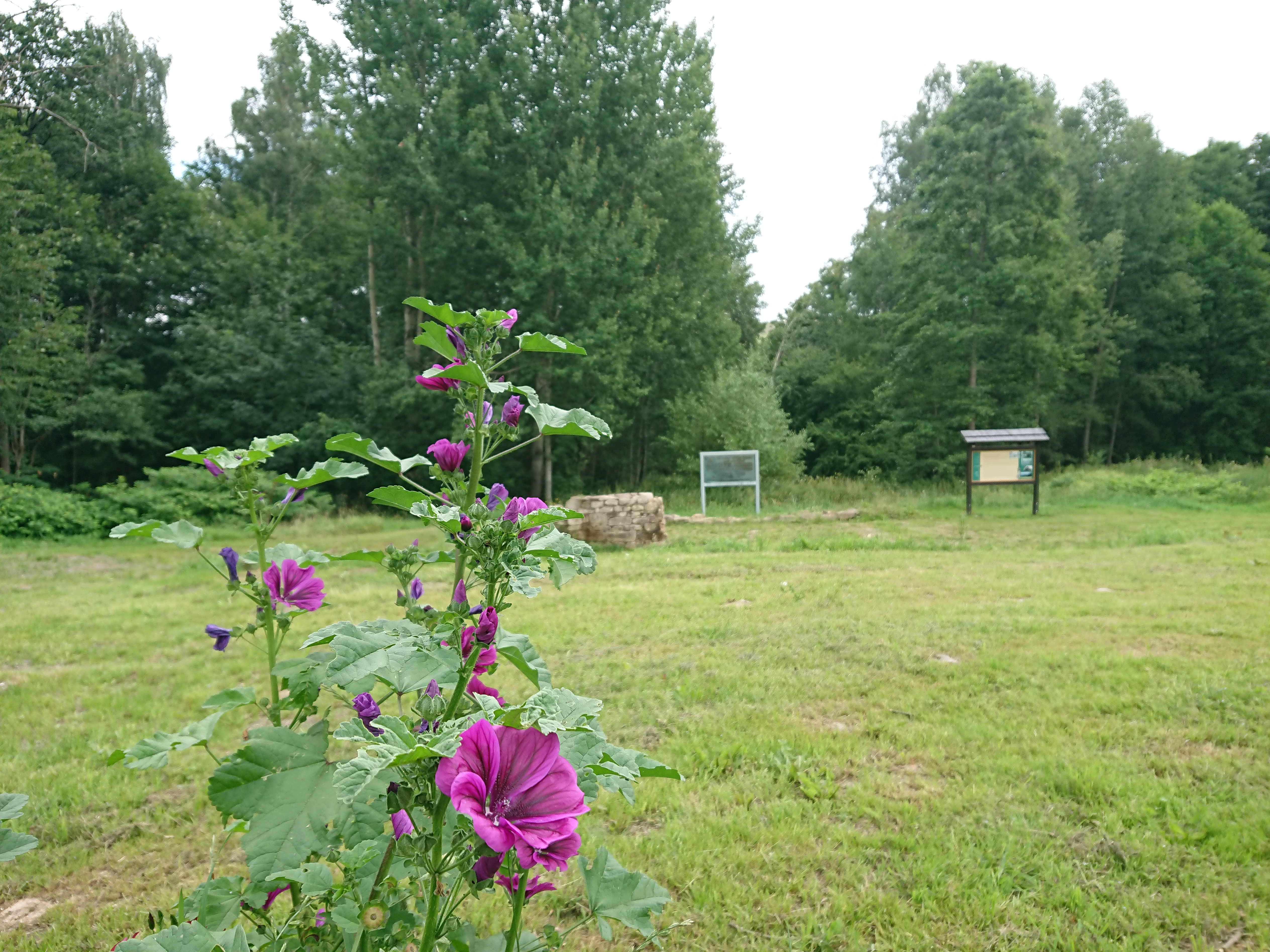
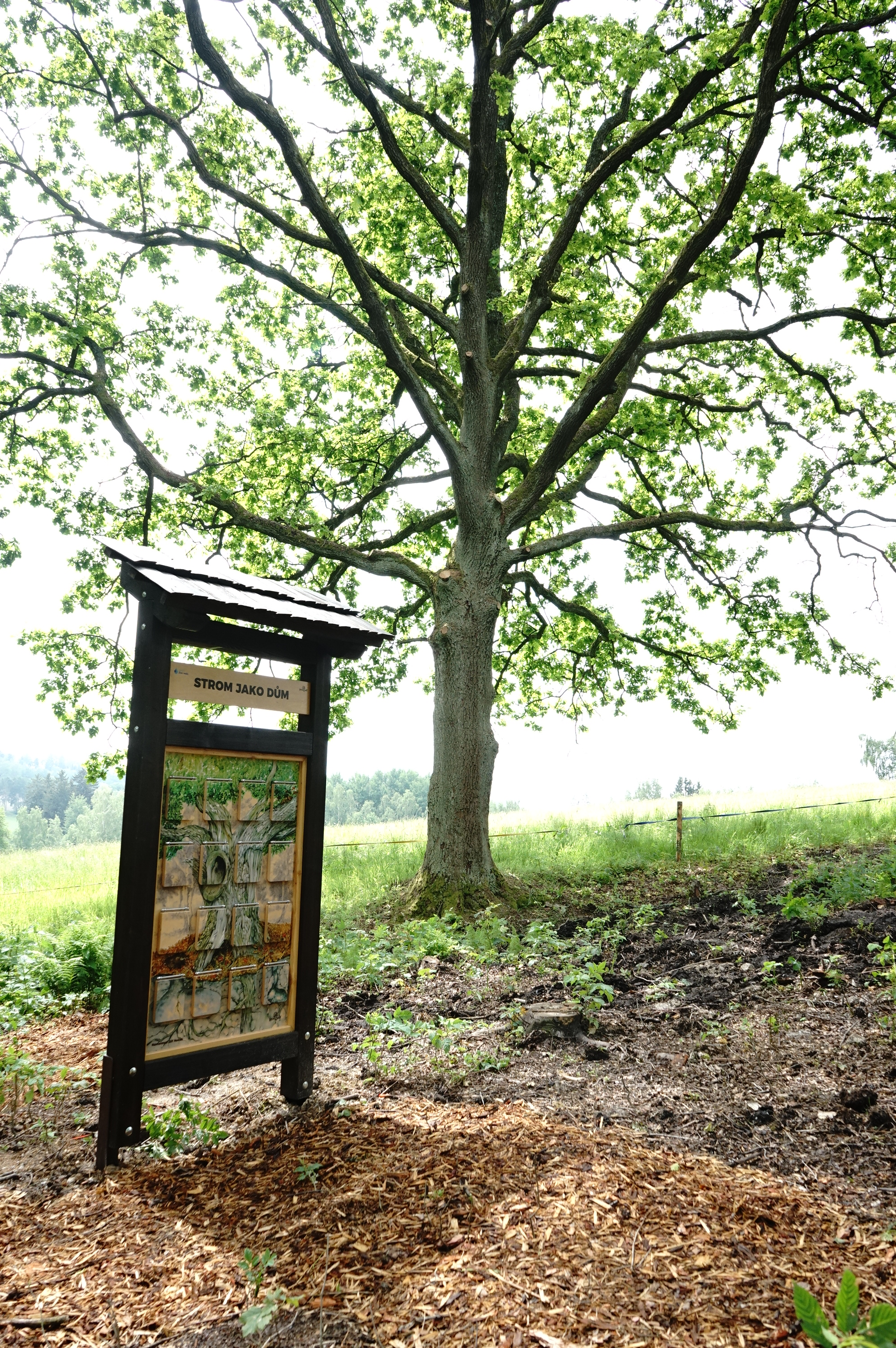
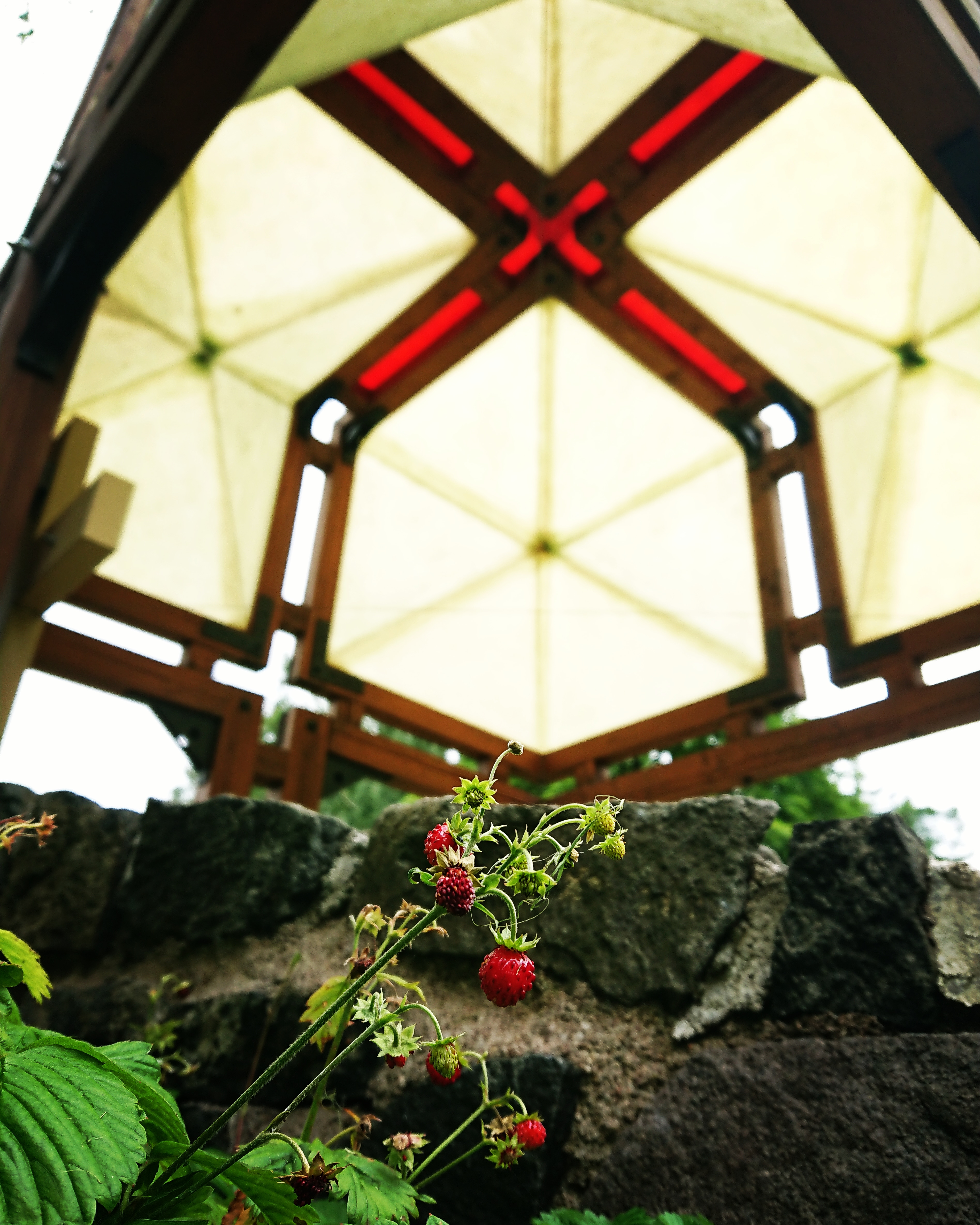
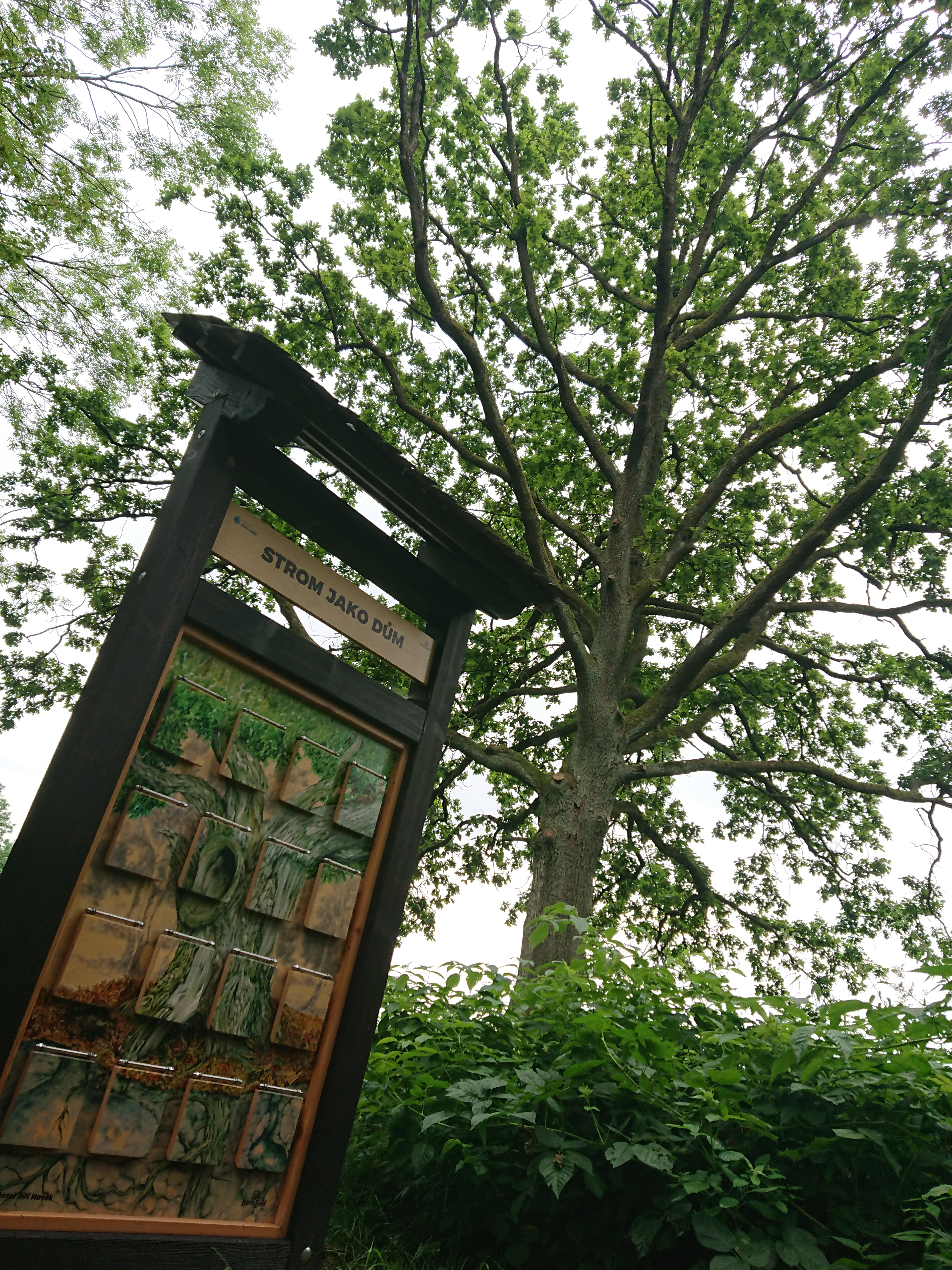
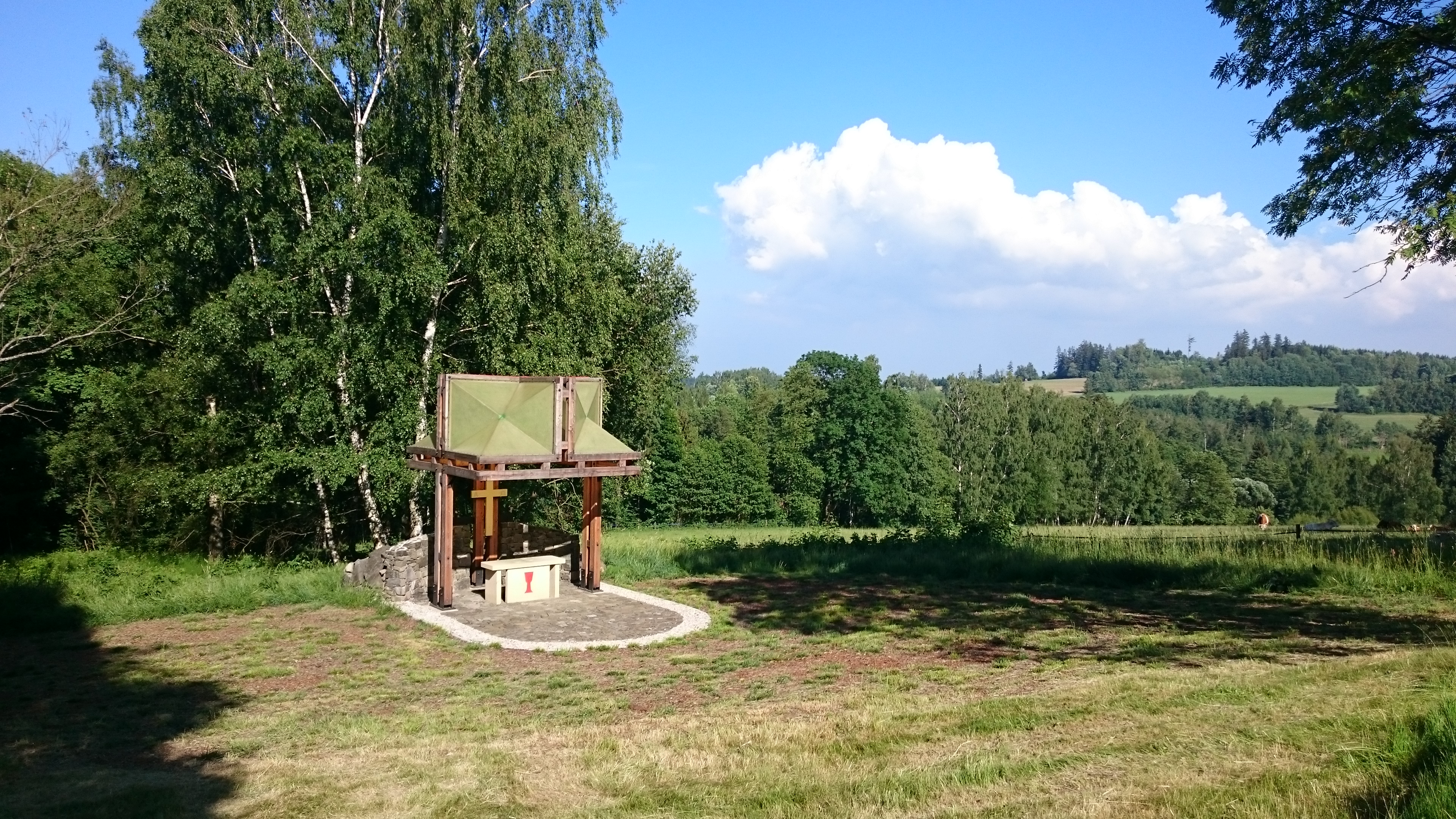
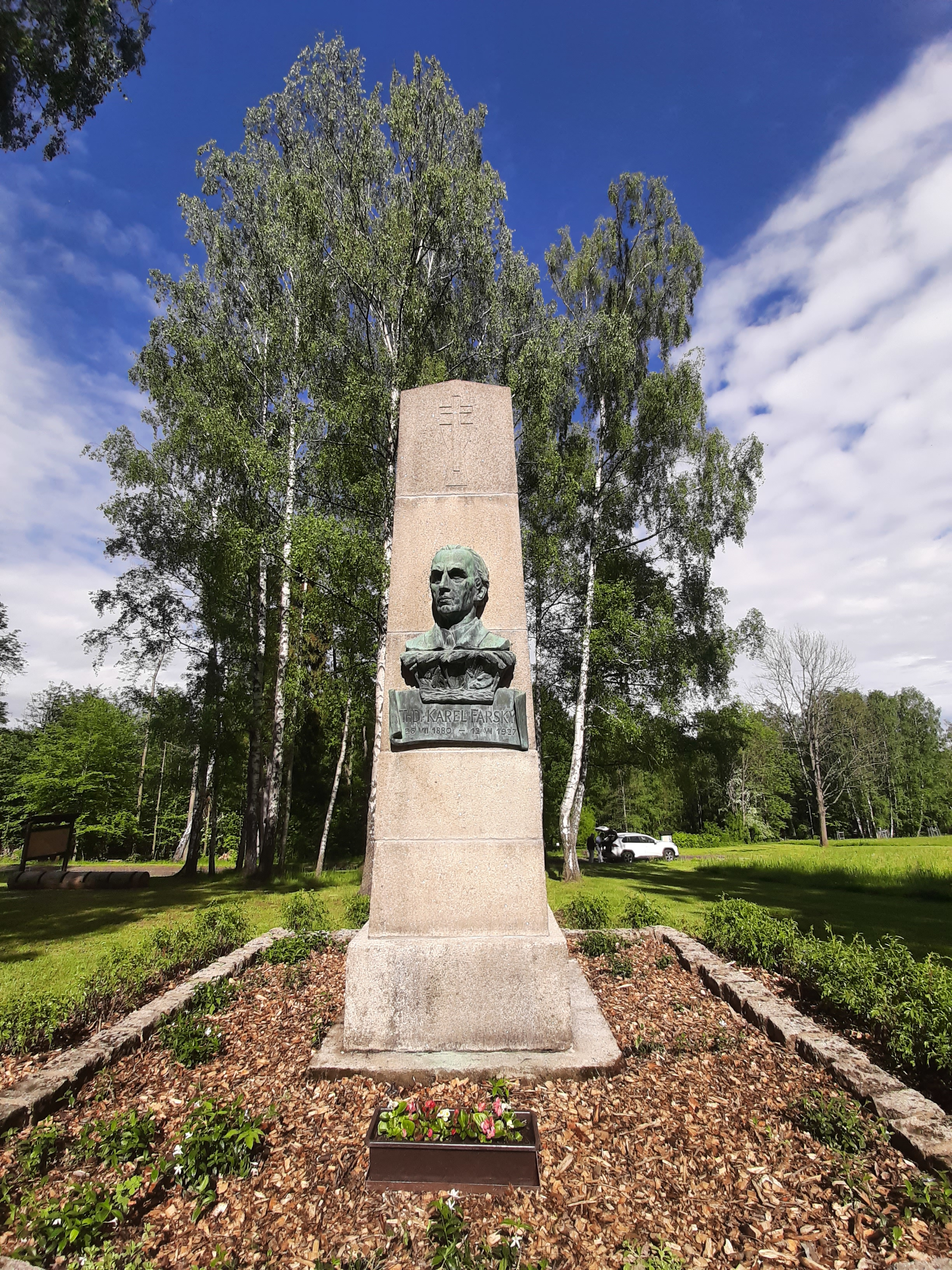
Památník Karla Farského ve Škodějově 2022
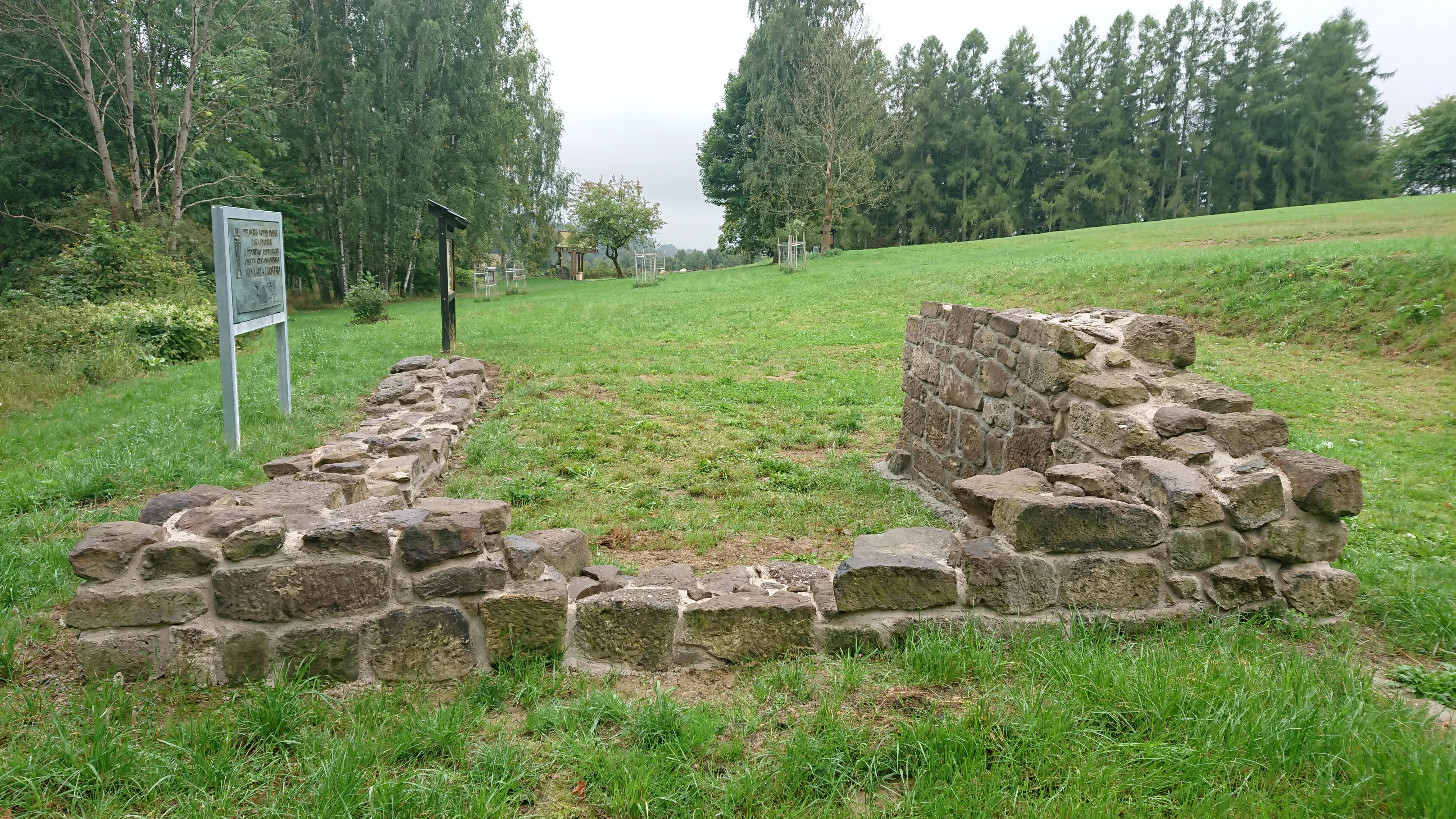
Základy rodné chalupy Karla Farského